# Aeropuerto Capitán de Av. Emilio Beltrán
Aeropuerto Capitán de Av. Emilio Beltrán is een luchthaven nabij Guayaramerín, in de provincie Vaca Díez in het departement Beni in Noordoost-Bolivia. De luchthaven ligt nabij de Braziliaanse grens en de rivier Mamore. Het vliegveld is per lijnvlucht alleen bereikbaar vanaf Aeropuerto Teniente Jorge Henrich Arauz in de stad Trinidad.

## Bestemmingen

### Nationaal
| Vliegmaatschappij        | Bestemmingen |
| ------------------------ | ------------ |
| Amaszonas                | Trinidad     |
| Aerocón                  | Trinidad     |
| Transporte Aéreo Militar | Trinidad     |